# Rosenmås
Rosenmås (Rhodostethia rosea) är en liten mås som häckar i Arktis. Den är närmast släkt med dvärgmåsen. Sällsynt påträffas den i nordvästra Europa, bland annat med 25 fynd i Sverige. IUCN kategoriserar den som livskraftig.

## Utseende
Denna lilla fågel liknar dvärgmåsen i storlek och fjäderdräkt. Rosenmåsen är dock lite större och har lite längre vingar. Under sommaren är adulta fåglar grå på ovansidan och vita på buken. Den är rosa på bröstet och har en svartaktig halsring. Vintertid är den vitare på bröstet och den svarta halsringen saknas så när som på en svart fläck bakom ögat. Det tar två år för en juvenil mås att utveckla adult fjäderdräkt.

## Läten
Vissa läten är ihåligt skällande som tretåig mås, medan andra är ljusare och mer tärnlika.

## Utbredning

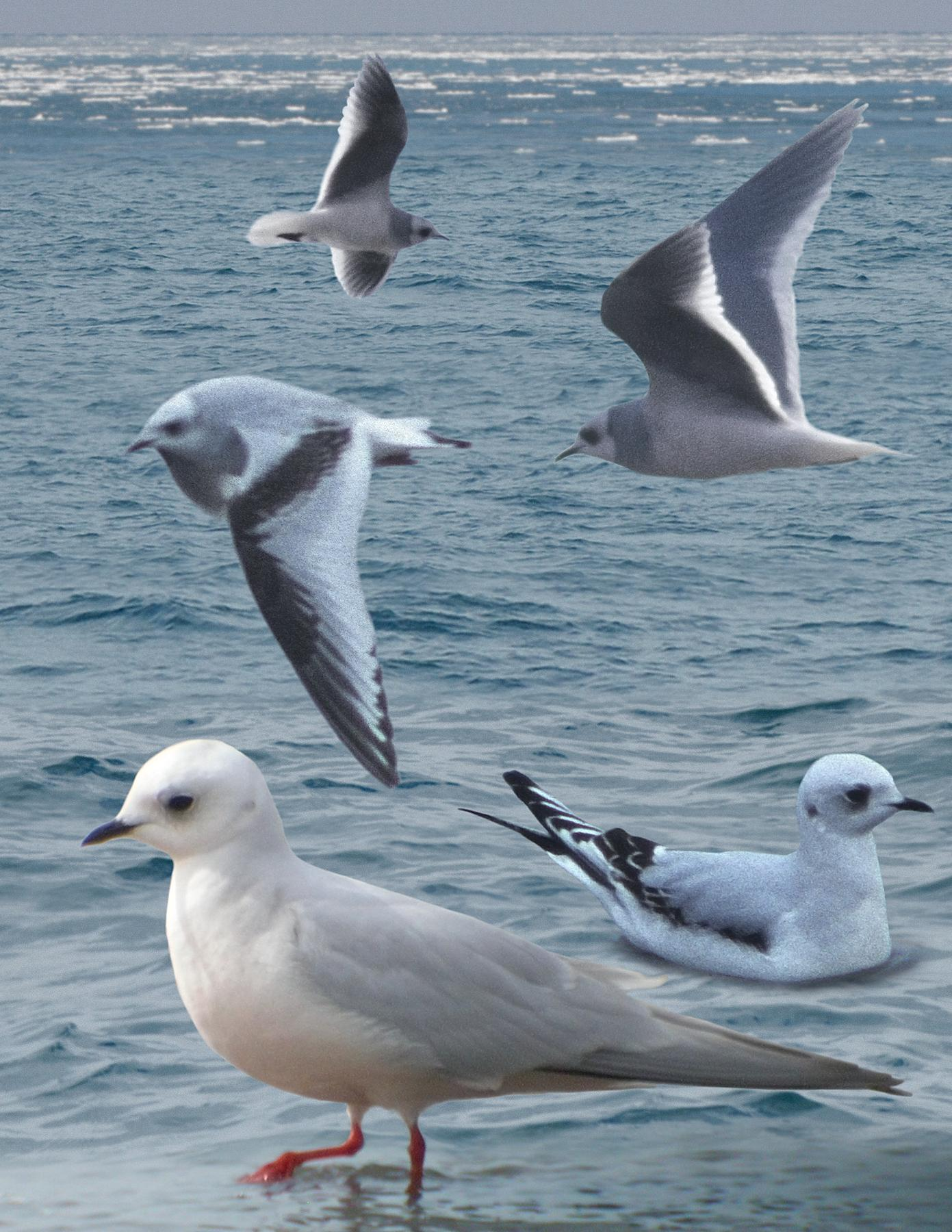
Kollage av bilder med rosenmåsar.

Rosenmåsen häckar i de arktiska regionerna. Dess exakta häckningsområden är ofullständigt kända. Främsta häckningsområdet finns i arktiska Ryssland, i nordöstra Sibirien, mellan floderna Jana och Kolyma. En mindre population häckar också på Grönland och i norra arktiska Kanada. Den förekommer också under häckningstid i norra Japan och Kina men dessa utgörs mest av subadulta individer.
Under hösten flyttar den bara korta distanser söderut. De flesta individer av populationen stannar i nordliga breddgrader och övervintrar på packisens yta. Enstaka fåglar når tempererade områden som nordvästra Europa. Vissa individer har observerat mycket längre söderut som exempelvis vid sjön Salton Sea, Kalifornien, Nordamerika och i Spanien och Italien i Europa, men liknande förflyttningar är mycket sällsynta.

### Rosenmås i Sverige
I Sverige är rosenmåsen en mycket sällsynt gäst med sammanlagt 26 fynd till och med 2020. Fågeln har setts i hela landet, från Torne Lappmark till Malmö, men med över hälften av fynden på västkusten.

## Ekologi
Rosenmåsen häckar i mycket lösa kolonier blandade med andra fågelarter. Boet består av en uppskrapad grop direkt på marken. Honan lägger två till tre ägg som ruvas av båda föräldrar i 21–23 dygn. Paren lever i monogama förhållanden. Arten lever i häckningsområdet mest av insekter, medan under flyttning och vintertid intar den småfisk och ytlevande marina invertebrater som plankton, kräftdjur, mollusker och snabelsäcksmaskar.

## Systematik
Rosenmåsen placeras vanligen som ensam art i släktet Rhodostethia. Genetiska studier har visat att den är systerart till dvärgmåsen (Hydrocoloeus minutus, tidigare Larus minutus). Pons m.fl. (2005) föreslog att den och dvärgmåsen skulle dela släkte, där Hydrocoloeus har prioritet. Alla taxonomiska auktoriteter har dock att valt att behålla rosenmåsen i Rhodostethia för att markera artens säregenhet. och International Ornithological Congress IOU Rosenmåsen behandlas som monotypisk, det vill säga att den inte delas in i några underarter.

## Status och hot
Arten anses inte hotad och kategoriseras som livskraftig (LC). Den har ett stort häckningsområde som uppskattas till 50 000–100 000 km², och populationen uppskattas uppgå till 25 000–100 000 individer.